# تام هاپر
 تام هاپر (به انگلیسی: Tom Hopper) (زاده ۲۸ ژانویه ۱۹۸۵) بازیگر انگلیسی است.
از کارهای معروف او می‌توان به بازی در سریال های مرلین، دکتر هو و فیلم جای استخوان‌ها اشاره کرد.